# Pamproux
Pamproux är en kommun i departementet Deux-Sèvres i regionen Nouvelle-Aquitaine i västra Frankrike. Kommunen ligger i kantonen La Mothe-Saint-Héray som tillhör arrondissementet Niort. År 2022 hade Pamproux 1 685 invånare.

## Befolkningsutveckling
Antalet invånare i kommunen Pamproux
| Referens: INSEE |